# Grünstieliger Streifenfarn
Der Grünstielige Streifenfarn oder Grüne Streifenfarn (Asplenium viride) ist eine Farn-Art aus der Gattung der Streifenfarne (Asplenium) innerhalb der Familie der Streifenfarngewächse (Aspleniaceae), die, abgesehen vom grünen Blattstiel, dem Braunstieligen Streifenfarn (Asplenium trichomanes) sehr ähnlich ist.

## Beschreibung
Die schmal lanzettlichen Wedel dieses ausdauernden Farns sind zwischen 5 und 20 cm lang, meist aber ca. 10 cm. Sie sind durchgehend einfach gefiedert. Die Wedelachse ist grün, und höchstens am Grunde braun. Die auf jeder Seite bis zu 30 rundlichen bis breit eiförmigen Fiederblättchen sind etwa 5 Millimeter lang, flach und auf einer Ebene angeordnet. Sie sind deutlich grün gestielt und grob gekerbt bis eingeschnitten. Die untersten Fiedern sind kaum kleiner als die folgenden. Die Sori sind länglich, der Mittelrippe genähert und bedecken reif die ganze Unterseite der Fiedern.
Die Sporen reifen im Juli oder August.
Die Chromosomenzahl beträgt 2n = 72.

## Vorkommen
Die Art ist auf der gesamten Nordhemisphäre in den gemäßigten Breiten (meridionale bis arktische Zone) verbreitet. Sie kommt in Europa in fast allen Ländern vor und fehlt nur in Portugal, Dänemark, Estland, Lettland, Belarus und dem europäischen Teil der Türkei. In Luxemburg ist die Art ausgestorben.

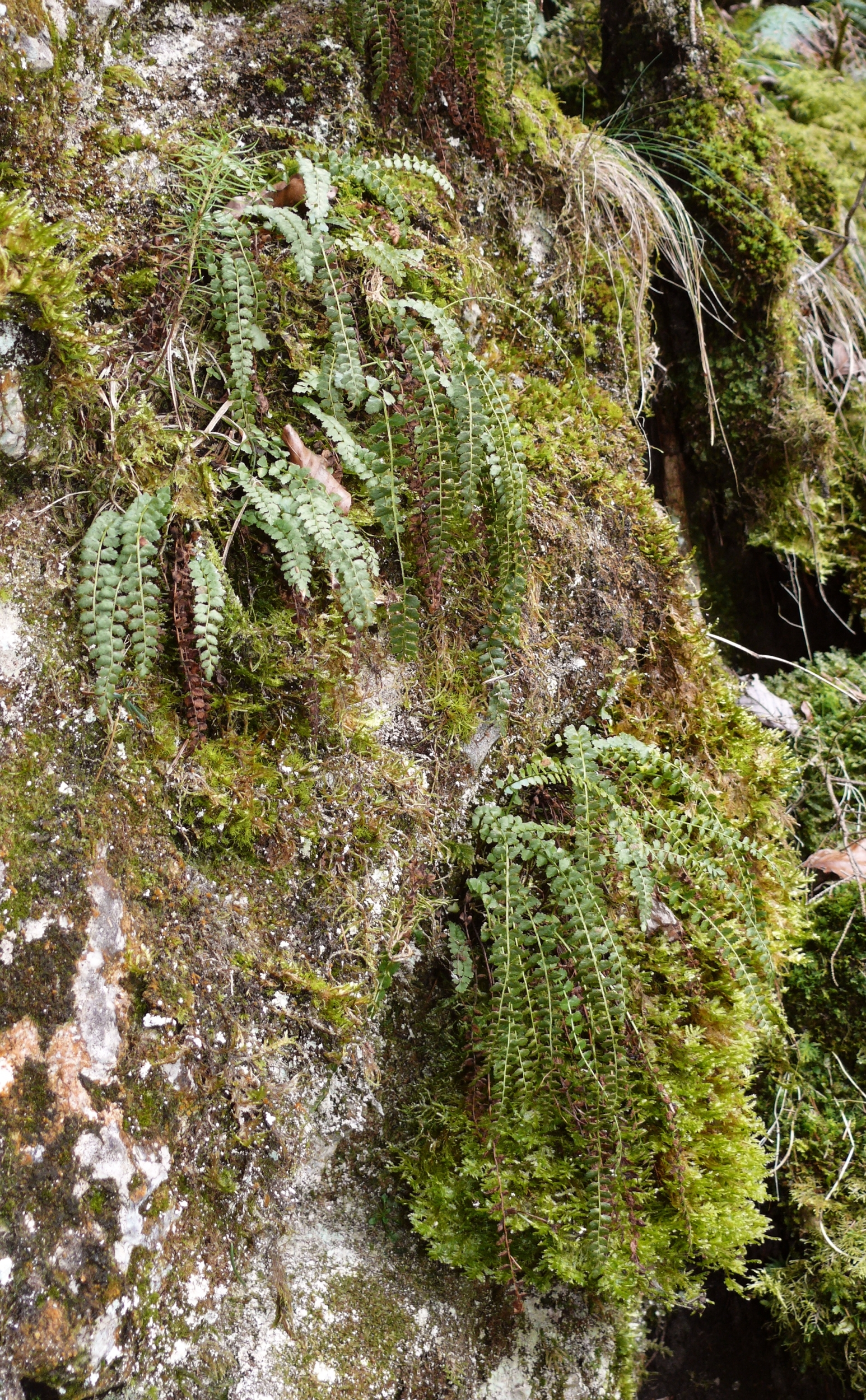
Grünstieliger Streifenfarn (Asplenium viride) auf der Schwäbischen Alb

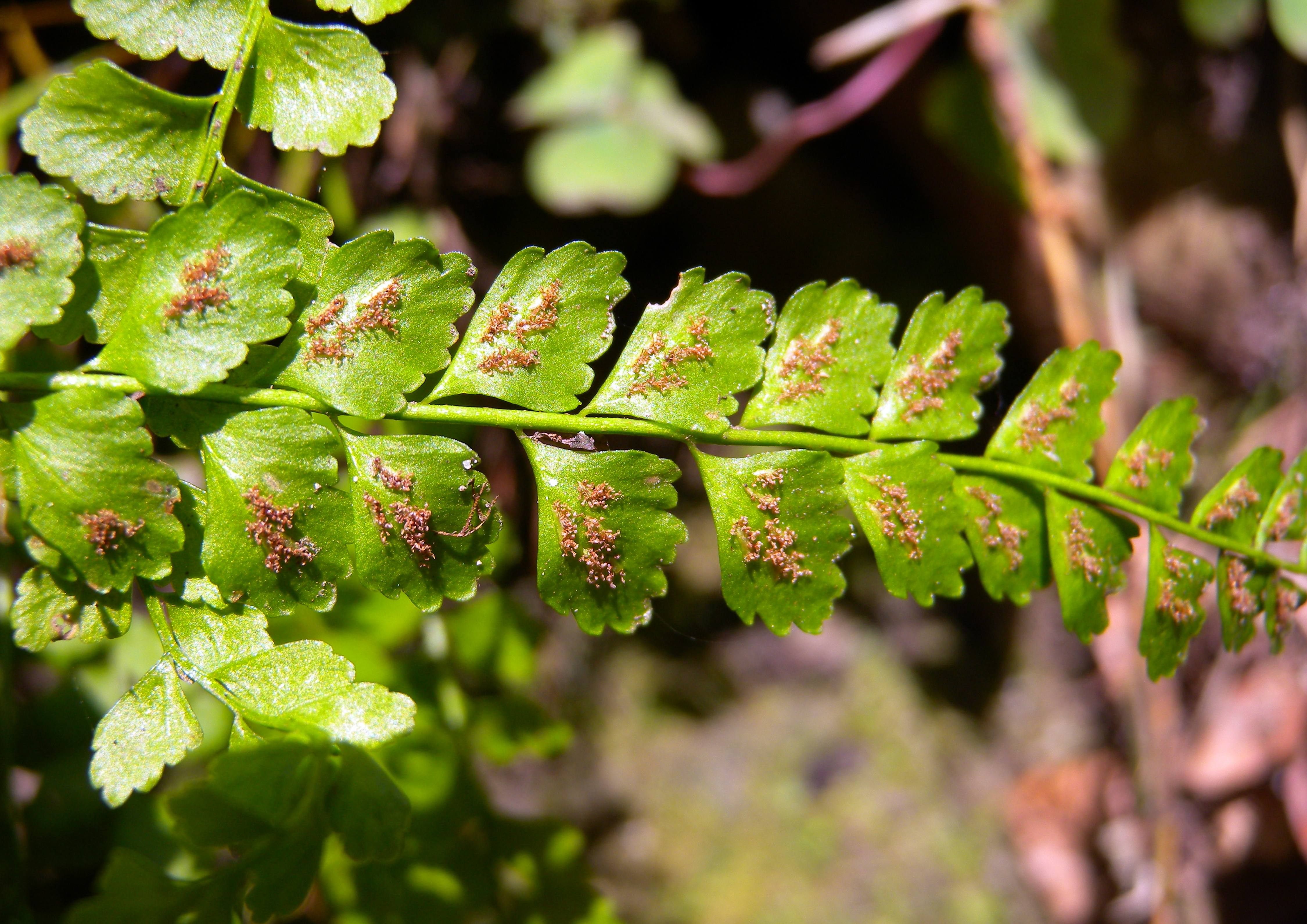
Wedelunterseite mit Sori

Sie wächst an schattigen und nicht zu trockenen Standorten in Spalten von Kalkfelsen oder in Ritzen von kalkhaltigen Mauern. In Mitteleuropa ist sie in den Kalkgebieten der Alpen und des Alpenvorlands recht verbreitet. Ansonsten kommt sie in Mitteleuropa nur sehr vereinzelt und selten vor.
In den Allgäuer Alpen steigt die Art am Bockkarkopf in Bayern bis zu 2450 m Meereshöhe auf. Am Hinteren Allalin im Saastal erreicht die Art 3050 Meter. Der Grünstielige Streifenfarn ist pflanzensoziologisch eine Charakterart des Verbands Cystopteridion, kommt aber auch in steinigen Gesellschaften der Verbände Tilio-Acerion oder Piceion vor.
Die ökologischen Zeigerwerte nach Landolt et al. 2010 sind in der Schweiz: Feuchtezahl F = 3+ (feucht), Lichtzahl L = 2 (schattig), Reaktionszahl R = 5 (basisch), Temperaturzahl T = 2 (subalpin), Nährstoffzahl N = 2 (nährstoffarm), Kontinentalitätszahl K = 2 (subozeanisch).

## Taxonomie
Der Grüne Streifenfarn wurde 1762 von William Hudson in Flora Anglica; exhibens Plantas per Regnum Angliae Sponte Crescentes ed.1, S. 385 als Asplenium viride erstbeschrieben. Ein Synonym ist Asplenium ramosum L., Sp. Pl., S. 1082, 1753, nom. rej.